# بلیدینگ ترو
بلیدینگ ترو (انگلیسی: Bleeding Through) یک گروه موسیقی متال‌کور آمریکایی از شهرستان اورنج، کالیفرنیا است که از سال ۱۹۹۹ آغاز به کار کرد.